# Pouso de tropeiros em Cubatão, 1826
Datada de 1922 , a obra Pouso de tropeiros em Cubatão, 1826 reproduz um desenho de Hercule Florence . Na cena, há um acampamento de tropeiros onde é possível observar uma grande quantidade de mercadorias e animais .
Como indica Vilma Aparecida Silva, Cubatão era a última paragem antes do despacho internacional das mercadorias paulistas pelo Porto de Santos . Por integrar o caminho construído em 1792 que conectava São Paulo ao litoral, chamado Calçada do Lorena , a cidade passou a abrigar um “pouso”, uma espécie de paragem para tropeiros . Em vista disso, o acampamento é protagonizado na obra de Richter.

### Descrição
A obra de Franta Richter, feita em óleo sobre tela em 1922, foi encomendada por Afonso Taunay, então diretor do Museu Paulista, e pertence ao Fundo Museu Paulista sob o número de inventário 1-01731-0000-0000. O quadro, que teve como base um desenho de Hercule Florence , possui as seguintes medidas: 111,5 centímetros de altura e 146,5 centímetros de largura. Nas várias referências à obra, aparecem também os títulos: Pouso de tropeiros no Caminho do Mar (1826); Rancho de tropeiros no Caminho do Mar, em 1826; Pouso de Cubatão; e Pouso de tropeiros no Caminho do Mar.

### Análise
A obra consiste em uma reprodução dos costumes e da tradição tropeira, originalmente registrados por Hercule Florence, em 1826. 
Como aponta Vilma Aparecida Silva, Cubatão integrava a rota de comércio internacional, mas passou a o fazer com maior intensidade a partir da conclusão da estrada Calçada do Lorena, em 1792 . O projeto, que ligava os centros produtivos paulistas ao Porto de Santos, foi idealizado por Bernardo José Maria de Lorena, então governador da capitania de São Paulo . No entanto, a construção só tornou-se possível em função da reestruturação do comércio açucareiro no mercado internacional, que assegurou o crescimento da produção brasileira  e, consequentemente, a melhora da logística do insumo. 
Por conta da localização geográfica, Cubatão era o ponto final do percurso terrestre das tropas, o que garantiu a existência de um pouso na região . Os tropeiros usavam o local para proteção, alimentação e descanso antes de rumarem para Santos .
No quadro, há um jogo de luzes entre os planos causado pelo contraste de cores. Enquanto  o primeiro plano é escuro, ao fundo estão tons mais claros.  Da mesma forma, estão presentes na cena do acampamento: uma série de mercadorias protegidas sob estrutura de madeira, tropeiros realizando diversas funções e muares pastando. Assim, a representação desse acampamento de tropeiros reforça a função de pouso atribuída à região de Cubatão .
Em reportagem ao Jornal do Commercio publicada em 28 de janeiro de 1945, edição do Rio de Janeiro, Taunay descreveu a cena a partir do desenho original de Florence. 
"Mais interessante embora menos variado é o conspecto do rancho desenhado por Hercule Florence no alto da Serra de Cubatão, no Caminho do Mar e em 1826. É o rancho grande e tosco e também coberto de sapé mas por baixo do seu teto existe grande carga bem arrumada de sacos, jacás e cangalhas. No primeiro plano dois tropeiros concertam uma cangalha. Os tropeiros e camaradas estão todos pobremente vestidos. Avistam-se diversas mulas presas a piquete e outras pastando. No plano de fundo do quadro quatro ou cinco camaradas estão sentados no chão, em círculo. [...]" 

### Contexto
A obra de Franta Richter foi encomendada por Afonso Taunay em função das comemorações do 1º Centenário da Independência. Como indica a publicação de 4 de setembro de 1922 do jornal Correio Paulistano, a obra foi exposta na sala A13 “Consagrada ao passado de Santos e ainda à antiga iconografia paulista” naquele mesmo ano .